# Ruth Edwards
Ruth Edwards, geboortenaam Winder (Keighley (West Yorkshire), 9 juli 1993) is een in het Verenigd Koninkrijk geboren Amerikaans wielrenster.

## Carrière
In 2015 werd ze Pan-Amerikaans kampioene op de baan op het onderdeel ploegenachtervolging samen met Sarah Hammer, Kelly Catlin en Jennifer Valente. Van 2014 tot en met 2017 reed ze voor UnitedHealthcare, in 2018 voor het Nederlandse Team Sunweb en van 2019-2021 voor de nieuwe vrouwenploeg Trek-Segafredo.
In 2018 won ze de vijfde etappe van de Giro Rosa en in 2019 werd ze Amerikaans kampioene op de weg. In juli 2021 nam ze namens de Verenigde Staten deel aan de Olympische Zomerspelen 2020 in Tokio, waar ze 45e werd in de wegwedstrijd. Na het wereldkampioenschap 2021 in Leuven beëindigde ze haar carrière.
Op 12 januari 2024 maakte ze in de Santos Women's Tour Down Under haar comeback bij Human Powered Health, ook de ploeg waar ze in 2025 voor uitkomt.

## Palmares
2017
 Amerikaans kampioenschap wielrennen op de weg, elite
1e en 2e etappe Tour de Feminin - O cenu Českého Švýcarska
Eind- en puntenklassement Tour de Feminin - O cenu Českého Švýcarska
Jongerenklassement Ronde van de Gila
1e (ITT), 2e en 4e etappe Joe Martin Stage Race
Eindklassement Joe Martin Stage Race
Eindklassement Redlands Bicycle Classic
2018
1e (TTT) en 5e etappe Giro Rosa
Ploegentijdrit (TTT) Ronde van Noorwegen
2019
 Amerikaans kampioene wielrennen op de weg, elite
Proloog Lotto Belgium Tour
2020
3e etappe Tour Down Under
Eindklassement Tour Down Under
2021
Brabantse Pijl
1e etappe (TTT) Ronde van Italië
4e etappe Tour de l'Ardèche
2024
Eindklassement Ronde van Thüringen
2025
 Pan-Amerikaans kampioene tijdrijden, Elite

### Resultaten in voornaamste wedstrijden
| Jaar | Ronde van Italië | Ronde van Frankrijk | Ronde van Spanje |
| ---- | ---------------- | ------------------- | ---------------- |
| 2012 |                  |                     |                  |
| 2013 | 102e             |                     |                  |
| 2014 | 119e             |                     |                  |
| 2015 |                  |                     |                  |
| 2016 |                  |                     |                  |
| 2017 |                  |                     |                  |
| 2018 | 14e (1)          |                     |                  |
| 2019 | 29e              |                     | 13e              |
| 2020 | 41e              |                     |                  |
| 2021 | opgave           |                     |                  |
| 2024 | 30e              | opgave              |                  |
| 2025 | 46e              | 30e                 |                  |

| Jaar | Gent-Wevelgem | Ronde van Vlaanderen | Amstel Gold Race | Luik-Bast.‑Luik | Brabantse Pijl | Strade Bianche | Waalse Pijl |  | WK op de weg |
| ---- | ------------- | -------------------- | ---------------- | --------------- | -------------- | -------------- | ----------- |  | ------------ |
| 2012 |               |                      |                  |                 |                |                | 127e        |  |              |
| 2013 |               | buit.tijd            |                  |                 |                |                | opgave      |  |              |
| 2014 |               | opgave               |                  |                 |                |                | opgave      |  |              |
| 2015 |               |                      |                  |                 |                |                |             |  |              |
| 2016 |               |                      |                  |                 |                |                |             |  |              |
| 2017 |               |                      |                  |                 |                |                |             |  | 71e          |
| 2018 |               |                      | 41e              | 15e             | 36e            | 29e            | 26e         |  | 10e          |
| 2019 |               | 29e                  | 18e              | opgave          |                | 11e            | 60e         |  | 67e          |
| 2020 | opgave        |                      |                  | 14e             | 31e            | opgave         | 31e         |  | opgave       |
| 2021 | 34e           |                      | 20e              |                 | ↑              |                | 8e          |  | 21e          |
| 2024 |               |                      |                  | opgave          | 84e            | opgave         | 87e         |  | 62e          |
| 2025 |               | 60e                  |                  |                 |                |                |             |  |              |

### Resultaten in overige rondes
| Jaar | Tour Down Under | Wielerweek van Valencia | Ronde van Californië | Joe Martin Stage Race | Ronde van de Gila | Festival Elsy Jacobs | The Women's Tour | Ronde van Thüringen | Ronde van Scandinavië | Simac Ladies Tour | Lotto Belgium Tour |
| ---- | --------------- | ----------------------- | -------------------- | --------------------- | ----------------- | -------------------- | ---------------- | ------------------- | --------------------- | ----------------- | ------------------ |
| 2012 |                 |                         |                      |                       |                   | opgave               |                  |                     |                       |                   |                    |
| 2013 |                 |                         |                      |                       |                   |                      |                  |                     |                       |                   |                    |
| 2014 |                 |                         |                      |                       |                   |                      | 62e              |                     |                       |                   |                    |
| 2015 |                 |                         |                      | 5e                    |                   |                      |                  |                     |                       |                   |                    |
| 2016 |                 |                         | 25e                  |                       |                   |                      |                  |                     |                       |                   |                    |
| 2017 | 8e              |                         | 5e                   | (3)                   | 4e                |                      |                  | 10e                 |                       | 12e               | ↑                  |
| 2018 |                 |                         | 21e                  |                       |                   |                      |                  |                     | 57e                   |                   |                    |
| 2019 | 10e             | 24e (1)                 | 26e                  |                       |                   |                      |                  |                     | 12e                   |                   | 6e (1)             |
| 2020 | ↑ (1)           |                         |                      |                       |                   |                      |                  |                     |                       |                   |                    |
| 2021 |                 |                         |                      | 7e                    |                   |                      |                  |                     |                       |                   |                    |
| 2024 | 16e             | 24e                     |                      |                       |                   |                      |                  | ↑                   |                       |                   |                    |

(*) tussen haakjes aantal individuele etappeoverwinningen

## Ploegen
- 2014 -  UnitedHealthcare Women's Team
- 2015 -  UnitedHealthcare Women's Team
- 2017 -  UnitedHealthcare Women's Team
- 2018 -  Team Sunweb
- 2019 -  Trek-Segafredo
- 2020 -  Trek-Segafredo
- 2021 -  Trek-Segafredo
- 2024 -  Human Powered Health
- 2025 -  Human Powered Health

Brand · Kirchmann · Labous · Lippert · Mackaij · Mathiesen · Rivera · Soek · Van Dijk · Winder
Batty · Cordon-Ragot · Deignan · Hanson · Lepistö · Longo Borghini · Neff · Noble · Paternoster · Plichta · Richards · Swartz · van Dijk · Van Twisk · Wiles · Winder · Worrack
Bäckstedt · Batty · Brand · Cordon-Ragot · Deignan · Hanson · Henttala · Longo Borghini · Paternoster · Plichta · Richards · Swartz · van Dijk · Van Twisk · Wiles · Winder · Worrack
Bäckstedt · Brand · Cordon-Ragot · Deignan · Dideriksen · Hanson · Hosking · Longo Borghini · Paternoster · van Anrooij · van Dijk · Van Twisk · Wiles · Winder · Worrack
Birjoekova · Borghesi (vanaf 2/7) · Christie · Cordon-Ragot · Doebel-Hickok · Edwards · Grossetête · Kasper · Malcotti · D. Pikulik · W. Pikulik · Raaijmakers · Ragusa · Williams · Wood · Zanardi · Zanetti
Blanco · Borghesi · Cipressi · Coles-Lyster · Edwards · Grossetête · de Jong · Kasper · Malcotti · Mitterwallner · D. Pikulik · W. Pikulik · Raaijmakers · Ragusa · Schweinberger · Williams · Zanardi